# Schronisko w Skale Byczyn
Schronisko w Skale Byczyn – schronisko w skałach na prawym zboczu doliny Zimny Dół na terenie wsi Czułów, w gminie Liszki w województwie małopolskim. Pod względem geograficznym jest to obszar Garbu Tenczyńskiego w obrębie Wyżyny Krakowsko-Częstochowskiej.

## Opis obiektu
Znajduje się w skale Łysina położonej tuż przy wylocie doliny Zimny Dół do Doliny Sanki. Skała ma wysokość 55 m i bywa nazywana także skałą Byczyn. Otwór jaskini znajduje się blisko jej wierzchołka, w zaroślach na południowo-wschodniej ścianie. Jest trudno dostępny. Prowadzi przez niego jedna z dróg wspinaczkowych z zamontowanymi w skale ringami.
Schronisko składa się z niewielkiej salki o wysokości 2,5 m i wymiarach 3,5 × 2,5 m. Powstało na skrzyżowaniu dwóch szczelin ciosowych w wapieniach skalistych z okresu jury późnej. Jest w całości oświetlone rozproszonym światłem słonecznym. Na ścianach rozwijają się porosty i rośliny wyższe. Nacieków brak, namulisko skąpe, próchniczno-ilaste.

## Historia badań i dokumentacji
Schronisko znane było od dawna. Gotfryd Ossowski podaje, że badał go archeologicznie, ale nie znalazł żadnych śladów zamieszkiwania go przez ludzi. Prawdopodobnie jednak jego wzmianka dotyczy innego schroniska, dostęp do Schroniska w Skale Byczyn jest bowiem trudny i nawet obecnie wymaga wspinaczki z użyciem technik wspinaczkowych. Schronisko opisał Kazimierz Kowalski w 1951 r. Opracował też jego plan. Dokumentację i aktualny plan opracował M. Pruc w sierpniu 2009 r.

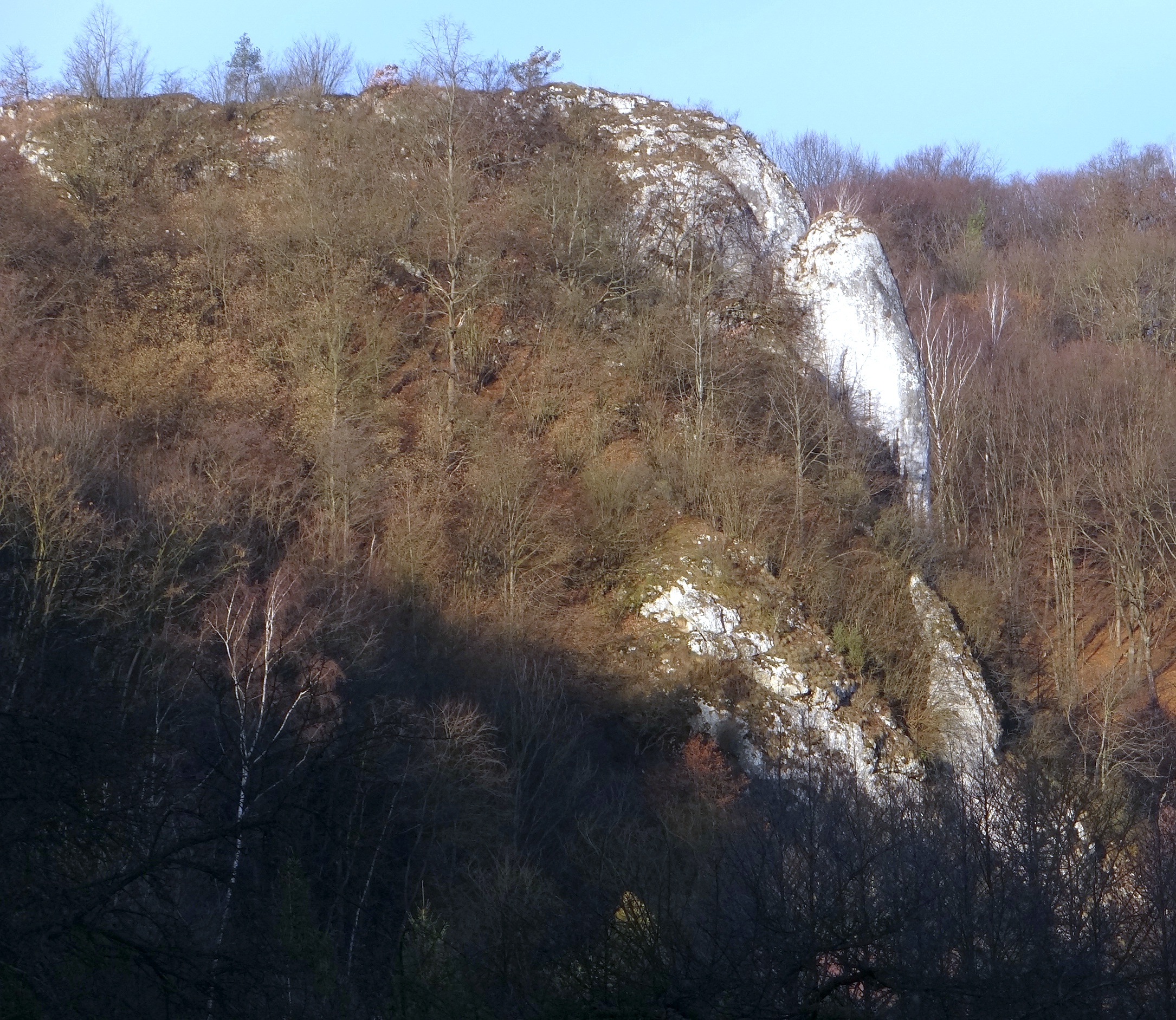
Północno-wschodnia ściana Łysiny